# Арсеньев, Владимир Романович
Влади́мир Рома́нович Арсе́ньев (7 августа 1948, Ленинград — 30 октября 2010, Санкт-Петербург, похоронен на Новодевичьем кладбище Санкт-Петербурга) — российский африканист и этнограф, эксперт по собирательской и экспозиционной деятельности; иностранный член Академии наук заморских стран (Париж, Франция, 1999), член Научного совета РАН по проблемам Африки (1999) и Парижского общества африканистов (2004). Автор работ по этнографии Западной Африки, культуре бамбара, методологии гуманитарных наук и музееведению.

## Биография
Родился в семье врачей. В 1966 году закончил физматшколу № 38 города Ленинграда. В 1971 г. защитил дипломную работу на кафедре африканистики Восточного факультета СПбГУ. После прохождения в 1971—1974 гг. службы военным переводчиком в Африке (Бамако, Мали) поступил в аспирантуру Института этнографии АН СССР, которую закончил в 1977 г. Ученик Д. А. Ольдерогге. С 1977 по 2006 гг. работал в отделе Африки, с 2006 г. — старший научный сотрудник Центра политической и социальной антропологии  МАЭ РАН. Преподаватель африканистических дисциплин на Восточном факульте СПбГУ. Полевая работа в Мали (среди бамбара) в 1971—1974, 1980—1981, 1996—1997, 2002, 2005 гг.; этнографические экспедиции в Пермскую область (1967—1970), на Курильские острова (1985).

## Научная деятельность
Этнография Западной Африки, проблемы культурологии, политологии, социологии, соотношения образных (искусство) и дескриптивных (абстрактно-логических) систем, музееведение. Целостный подход к моделированию культуры бамбара; альтернативы цивилизационного процесса. Прогнозирование общественных процессов в России, формирование и оценка стратегий оптимального развития.
Первым применил теорию множеств при исследовании структуры африканской семьи. Редактор-составитель, основатель и издатель научного альманаха «Манифестация» (с 2000 г.). С 1998 г. — руководитель постоянно действующего теоретического семинара по проблемам методологии и прикладных исследований в гуманитарных науках.

## Музейная работа
Собрал и передал в  МАЭ РАН более 10 этнографических коллекций общим объёмом более 1500 предметов по культуре Африки, России (Карелия, Пермская область, Курильские острова); в Государственный Эрмитаж — более 500 предметов, включая ок. 200 по культуре Африки, ок. 300 по нумизматике, бонистике, фалеристике и медальерному искусству Африки и Франции.

## Общественно-политическая деятельность
Автор многочисленных аналитико-публицистических статьей (в основном в «Санкт-Петербургских ведомостях»). В 1990 и 1994 гг. — кандидат в народные депутаты Ленсовета и ЗАКС Санкт-Петербурга.

## Основные публикации
- Арсеньев В. Р. Звери — боги — люди. М., 1991. — 160 с.
- Арсеньев В. Р. Альтернативы будущего. СПб., 1996. — 40 с.
- Арсеньев В. Р. Бамбара: люди в переходной экономике. СПб., 1997. — 260 с.
- Арсеньев В. Р. Бамбара: от образа жизни к образам мира и произведениям искусства: опыт этнографического музееведения. СПб., 2000. — 270 с.
- Арсеньев В. Р. Основные понятия этнософии. Les notions principales de l’Ethnosophie. Манифестация. Учебно-теоретический журнал «Ленинградской школы африканистики». № 7a. СПб., 2006. — 94 с.
- Arseniev, Vladimir . 1999. Le musée d’Anthropologie et d’Ethnographie Pierre-le-Grand à Saint-Pétersbourg. Cahiers d'Études Africaines 39, no. 155/156: 681—699.
- Arseniev, Vladimir. 2008. L’Afrique: une affection partagee. Quelques approches a la methode et aux Experiences applicatives. SPb.- 180 P.